# Dušan Savić
Dušan "Dule" Savić (en serbi: Душaн Caвић; 1 de juny de 1955 és un exfutbolista serbi de la dècada de 1970.
Fou 12 cops internacional amb la selecció iugoslava.
Defensà els colors d'Estrella Roja de Belgrad, Sporting de Gijón, Lille OSC i AS Cannes.